# Карасева
Кара́сева (рос. Карасева) — присілок у складі Шуміхинського району Курганської області, Росія. Входить до складу Галкинської сільської ради.
Населення — 2 особи (2010, 6 у 2002).
Національний склад станом на 2002 рік: росіяни — 100 %.